# Macrochaeta caroli
Macrochaeta caroli är en ringmaskart som beskrevs av Westheide 1981. Macrochaeta caroli ingår i släktet Macrochaeta och familjen Acrocirridae. Inga underarter finns listade i Catalogue of Life.